# (73279) 2002 JZ58
(73279) 2002 JZ58 – planetoida z pasa głównego asteroid okrążająca Słońce w ciągu 3,46 lat w średniej odległości 2,29 j.a. Odkryta 9 maja 2002 roku.